# Sopworth
 (septembre 2023).
Sopworth est une paroisse civile et un village du Wiltshire, en Angleterre.